# Kristen Stewart
Kristen Jaymes Stewart (Los Angeles, Kalifornia, 1990. április 9. –) César-díjas amerikai színésznő.

## Élete és pályafutása
Los Angelesben született, de kiskorában Coloradóban élt és csak később költözött vissza Los Angelesbe. Jelenleg szüleivel és bátyjával, Cameronnal is ott él.
Az ismertséget a Pánikszoba című film hozta meg neki, melyben Jodie Foster lányát játszotta – ezt a szerepet Hayden Panettiere is szerette volna megkapni.
Három egymást követő évben is jelölték a Young Artist Award-ra – 2003-ban a Pánikszoba és a Jéghideg otthon, 2005-ben pedig az Undertown című filmekben nyújtott alakításáért. 
Az igazi sikert az Alkonyat-sorozat hozta meg számára.

## Filmográfia

### Film
| Év   | Magyar cím                               | Eredeti cím                                | Szerep                                      | Magyar hang        | Rendező                |
| ---- | ---------------------------------------- | ------------------------------------------ | ------------------------------------------- | ------------------ | ---------------------- |
| 2000 | A Flintstone család 2. – Viva Rock Vegas | The Flintstones in Viva Rock Vegas         | karikát dobó lány (stáblistán nem szerepel) |                    | Brian Levant           |
| 2001 | Birtokviszony                            | The Safety of Objects                      | Sam Jennings                                | Czető Zsanett      | Rose Troche            |
| 2002 | Pánikszoba                               | Panic Room                                 | Sarah Altman                                | Nemes Takách Kata  | David Fincher          |
| 2003 | Jéghideg otthon                          | Cold Creek Manor                           | Kristen Tilson                              | Bogdányi Titanilla | Mike Figgis            |
| 2004 | Kapd el a kölyköt!                       | Catch That Kid: Mission Without Permission | Maddy                                       | Czető Zsanett      | Bart Freundlich        |
| 2004 | Beszélj!                                 | Speak                                      | Melinda Sordino                             | Laudon Andrea      | Jessica Sharzer        |
| 2004 | Áramlat                                  | Undertow                                   | Lila                                        | Talmács Márta      | David Gordon Green     |
| 2005 | Zathura – Az űrfogócska                  | Zathura: A Space Adventure                 | Lisa                                        | Czető Zsanett      | Jon Favreau            |
| 2005 | Kegyetlen faj                            | Fierce People                              | Maya                                        | Vadász Bea         | Griffin Dunne          |
| 2007 | A hírnök                                 | The Messengers                             | Jess Solomon                                | Czető Zsanett      | Oxide Pang Chun        |
| 2007 | A nők hálójában                          | In the Land of Women                       | Lucy Hardwicke                              | Nemes Takách Kata  | Jon Kasdan             |
| 2007 |                                          | The Cake Eaters                            | Georgia                                     |                    | Mary Stuart Masterson  |
| 2007 | Út a vadonba                             | Into the Wild                              | Tracy Tatro                                 | Szabó Zselyke      | Sean Penn              |
| 2007 |                                          | Cutlass (rövidfilm)                        | Robin fiatalon                              |                    | Kate Hudson            |
| 2008 | Hipervándor                              | Jumper                                     | Sophie                                      | Nádorfi Krisztina  | Doug Liman             |
| 2008 | Minden azzal kezdődött                   | What Just Happened                         | Zoe                                         | Talmács Márta      | Barry Levinson         |
| 2008 | Sárga zsebkendő                          | The Yellow Handkerchief                    | Martine                                     |                    | Udayan Prasad          |
| 2008 | Alkonyat                                 | The Twilight Saga: Twilight                | Bella Swan                                  | Csuha Borbála      | Catherine Hardwicke    |
| 2009 | Kalandpark                               | Adventureland                              | Em Lewin                                    | Csondor Kata       | Greg Mottola           |
| 2009 | Alkonyat – Újhold                        | The Twilight Saga: New Moon                | Bella Swan                                  | Csuha Borbála      | Chris Weitz            |
| 2010 | The Runaways – A rocker csajok           | The Runaways                               | Joan Jett                                   | Nemes Takách Kata  | Floria Sigismondi      |
| 2010 | Alkonyat – Napfogyatkozás                | The Twilight Saga: Eclipse                 | Bella Swan                                  | Csuha Borbála      | David Slade            |
| 2010 | Mallory szerint a világ                  | Welcome to the Rileys                      | Allison / Mallory                           | Csuha Borbála      | Jake Scott             |
| 2011 | Alkonyat: Hajnalhasadás – 1. rész        | The Twilight Saga: Breaking Dawn Part 1    | Bella Swan Cullen                           | Csuha Borbála      | Bill Condon (1.)       |
| 2012 | Hófehér és a vadász                      | Snow White and the Huntsman                | Hófehér                                     | Földes Eszter      | Rupert Sanders         |
| 2012 | Úton                                     | On the Road                                | Marylou                                     | Csuha Borbála      | Walter Salles          |
| 2012 | Alkonyat: Hajnalhasadás – 2. rész        | The Twilight Saga: Breaking Dawn Part 2    | Bella Swan Cullen                           | Csuha Borbála      | Bill Condon (2.)       |
| 2014 |                                          | Camp X-Ray                                 | Amy Cole                                    |                    | Peter Sattler          |
| 2014 | Sils Maria felhői                        | Clouds of Sils Maria                       | Valentine                                   | Csuha Borbála      | Olivier Assayas (1.)   |
| 2014 | Megmaradt Alice-nek                      | Still Alice                                | Lydia Howland                               | Csuha Borbála      | Richard Glatzer        |
| 2014 | Megmaradt Alice-nek                      | Still Alice                                | Lydia Howland                               | Csuha Borbála      | Wash Westmoreland      |
| 2015 | BeSZERvezve                              | American Ultra                             | Phoebe Larson                               | Csuha Borbála      | Nima Nourizadeh        |
| 2015 | Anesztézia                               | Anesthesia                                 | Sophie                                      |                    | Tim Blake Nelson       |
| 2015 | Rideg világ                              | Equals                                     | Nia                                         | Csuha Borbála      | Drake Doremus          |
| 2016 | Egyes nők                                | Certain Women                              | Beth Travis                                 | Csuha Borbála      | Kelly Reichardt        |
| 2016 | Café Society                             | Café Society                               | Vonnie                                      | Csuha Borbála      | Woody Allen            |
| 2016 | A stylist                                | Personal Shopper                           | Maureen Cartwright                          | Csuha Borbála      | Olivier Assayas (2.)   |
| 2016 | Billy Lynn hosszú, félidei sétája        | Billy Lynn's Long Halftime Walk            | Kathryn Lynn                                | Csuha Borbála      | Ang Lee                |
| 2018 | Lizzie                                   | Lizzie                                     | Bridget Sullivan                            |                    | Craig William Macneill |
| 2018 | JT LeRoy                                 | Jeremiah Terminator LeRoy                  | Savannah Knoop                              | Csuha Borbála      | Justin Kelly           |
| 2019 | Jean Seberg minden rezdülése             | Seberg                                     | Jean Seberg                                 | Csuha Borbála      | Benedict Andrews       |
| 2019 |                                          | Love, Antosha (dokumentumfilm)             | önmaga                                      |                    | Garret Price           |
| 2019 | Charlie angyalai                         | Charlie's Angels                           | Sabina Wilson                               | Csuha Borbála      | Elizabeth Banks        |
| 2020 | Árok                                     | Underwater                                 | Norah Price                                 | Csuha Borbála      | William Eubank         |
| 2020 | Karácsonyi meglepi                       | Happiest Season                            | Abby                                        | Csuha Borbála      | Clea DuVall            |
| 2021 | Spencer                                  | Spencer                                    | Diána hercegné                              | Csuha Borbála      | Pablo Larrain          |
| 2022 | A jövő bűnei                             | Crimes of the Future                       | Timlin                                      | Csuha Borbála      | David Cronenberg       |
| 2024 | Kivérző szerelem                         | Love Lies Bleeding                         | Lou                                         | Csuha Borbála      | Rose Glass             |
| 2024 |                                          | Love Me                                    | me.life.form / Deja                         |                    | Sam és Zuchero         |
| 2024 |                                          | Sacramento                                 | Rosie                                       |                    | Michael Angarano       |

### Televízió
| Év        | Magyar cím          | Eredeti cím                 | Szerep                                     | Megjegyzések                                 |
| --------- | ------------------- | --------------------------- | ------------------------------------------ | -------------------------------------------- |
| 1999      | A tizenharmadik év  | The Thirteenth Year         | sorban álló lány (stáblistán nem szerepel) | tévéfilm                                     |
| 2008      |                     | The Sarah Silverman Program | bemondó (stáblistán nem szerepel)          | 1 epizód                                     |
| 2017–2019 | Saturday Night Live | Saturday Night Live         | házigazda                                  | 2 epizód                                     |
| 2022      | Irma Vep            | Irma Vep                    | Lianna                                     | - 1 epizód - magyar hangja: - Staub Viktória |